# オースターブルーフ
オースターブルーフ（ドイツ語: Osterbruch、低地ドイツ語: Osterbrook）は、ドイツ連邦共和国ニーダーザクセン州クックスハーフェン郡ザムトゲマインデ・ラント・ハーデルンに属す町村（以下、本項では便宜上「町」と記述する）である。

## 地理

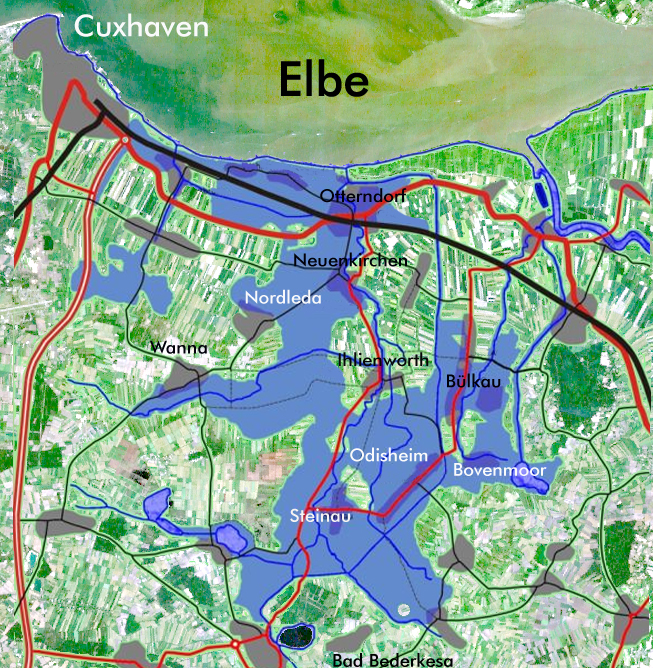
オッテルンドルフのグラマイヤー・シュタックの堤防が決壊して、4.5 m の「小規模な」洪水が起こった際の浸水地域（青色部分）

### 位置
オースターブルーフはエルベ川下流域に位置している。
エルベ川河口および北海に近いことから、高潮によるダム決壊の際には、最大海抜 2 m の町域の大部分が浸水する危険を有している。グラマイヤー堤防の論文には起こりうるシナリオが記述されている。

### 自治体の構成
自治体オースターブルーフには、ノルダーエンデ地区（低地ドイツ語: Noorderenn）、ヌプフーゼン地区（低地ドイツ語: Ophusen）、シュヴァインスコプフ（低地ドイツ語: Swienskopp）を含むジューダーエンデ地区（低地ドイツ語: Süderenn）で構成されている。

## 歴史

### 史料の記述
オースターブルーフは1207年に Osterbrok という名称で初めて記録されている。これは、この地の教会をブレーメンの聖堂参事会に寄贈するブレーメン大司教ハルトヴィヒ2世の文書である。この教会は聖ペトルスに献堂されている。

### 町村合併
1969年12月17日、議会は満場一致で、1970年1月1日からオッテルンドルフに本部を置くザムトゲマインデ・ハーデルンに参加することを決定した。公的な法律上の取り決めとザムトゲマインデの基本条例の草案は無事に承認された。ザムトゲマインデは当初ノイエンキルヒェン、ノルトレーダ、ヴァナ、オッテルンドルフで構成されていた。1972年にヴァナはザムトゲマインデ・ハーデルンを離脱して、ザムトゲマインデ・ジートラントに参加した。

### 人口推移
- 1939年5月17日: 497人
- 1950年9月23日: 893人
- 1961年6月6日: 619人
- 1970年5月27日: 537人

| 年         | 1987 | 1992 | 1995 | 1997 | 2000 | 2002 | 2004 | 2005 | 2006 | 2007 | 2008 | 2009 | 2010 | 2015 |
| ---------- | ---- | ---- | ---- | ---- | ---- | ---- | ---- | ---- | ---- | ---- | ---- | ---- | ---- | ---- |
| 人口（人） | 515  | 497  | 519  | 546  | 564  | 561  | 578  | 568  | 576  | 565  | 555  | 563  | 566  | 520  |

いずれも12月31日の数値である。

## 行政

### 議会
オースターブルーフの町議会は、7人の議員で構成されている。これは人口 500人以下のザムトゲマインデに属す町村の議員定数である。議員は5年ごとに住民の選挙で選出される。

### 首長
町議会は、議員のペーター・フォン・シュプレッケルゼン（SPD）を任期中の名誉職の町長に選出した。
第二次世界大戦後の首長を以下に列記する:
- 1945年 - 1948年: ヘルマン・ヒンリヒ・モール
- 1948年 - 1952年: ルドルフ・ハインリヒ・ゴットリープ・ヴィンター
- 1952年 - 1972年: ハンス・クリスティアン・テニェス・アルバース
- 1972年 - 1991年: ユルゲン・フリードリヒ・カール・シュテフェンス
- 1991年 - 2001年: カール＝ハインツ・クラーク
- 2001年 - : ペーター・フォン・シュプレッケルゼン

### 紋章
図柄: 上下二分割。上部は銀地に3枚の青い犂の刃（1:2に配置）。下部は赤地に銀の馬の頭部。
解説: 犂の刃は土地の開墾を意味している。馬の頭部は、この町のニーダーザクセンの伝統を示している。

## 文化と見所

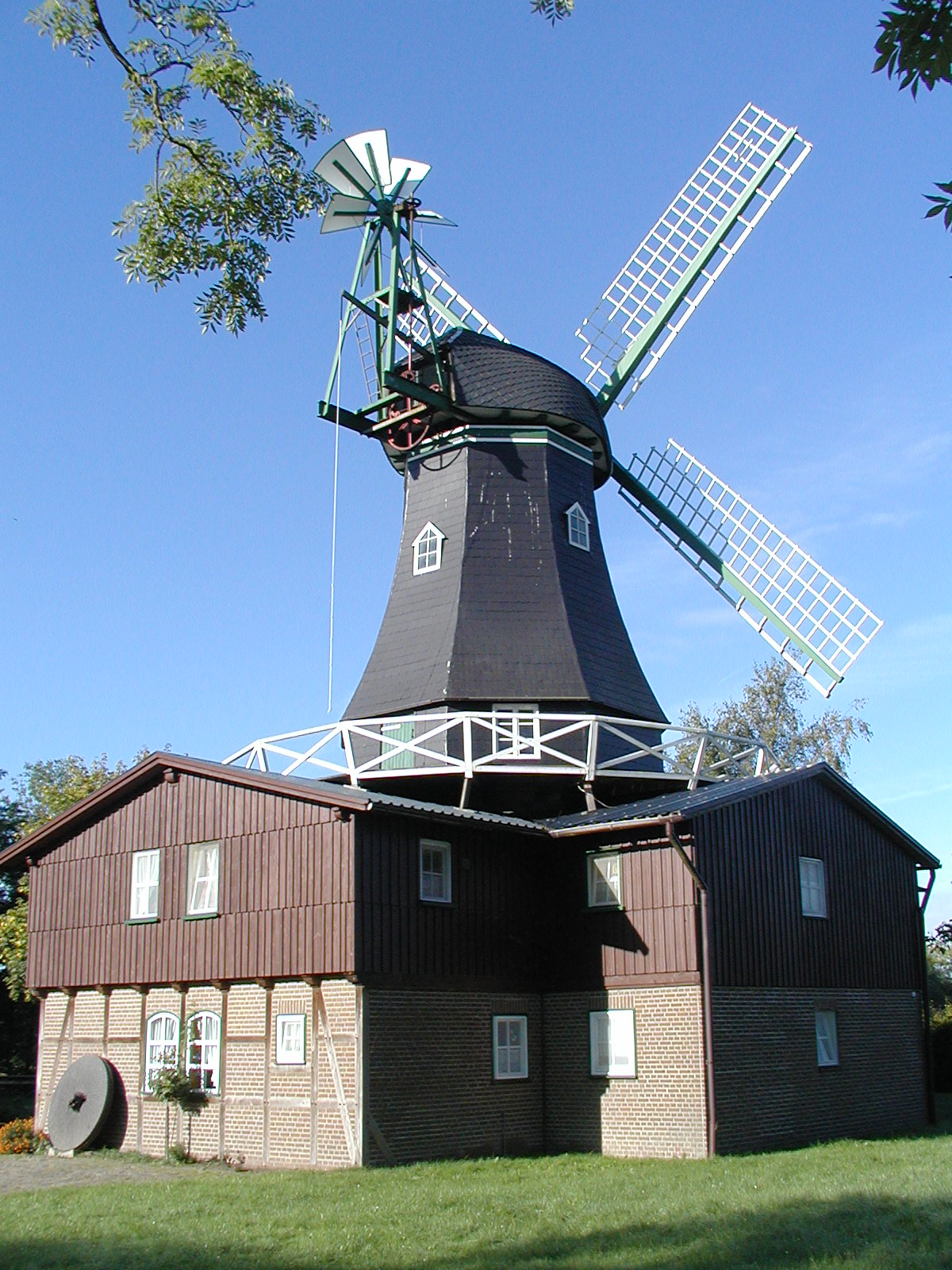
ギャラリー＝オランダ風車

### 記念碑
- ドイツで最も有名な馬の1頭はオースターブルーフで生まれた。障害用競走馬ダイスターは、パウル・ショッケメーレ（ドイツ語版、英語版）の下でラント・ハーデルンにおける良い馬の飼育の概念を確立した馬で、町の中央に彫刻家フリヨ・ミュラー＝ベレッケによる小さな記念碑が建立された。
- 両世界大戦の犠牲者記念碑[11]

### 博物館
- ミューレンムゼウム（風車博物館）: シュヴァインスコプフ地区に、1871年に建てられたギャラリー＝オランダ風車がある。この建物は1980年代に2人の民間人が多額の費用をかけて良好な状態に修復し、1988年から大規模な風車の展示を行っている。細部まで忠実に修復された風車には、風車に組み込まれた2つのスペースがある（たとえば、製粉機や木製歯車は共通部分の一部である）[12]。

## 関連図書
- Männer vom Morgenstern, ed (1999). „Hake Betken siene Duven“ – Das Sagenbuch von Elb- und Wesermündung (3. Auflage ed.). Bremerhaven. ISBN 978-3-931771-16-4
- Heiko Völker (2007). Gemeinde Osterbruch. ed. Osterbruch – Beiträge zur Geschichte eines Hadler Kirchspiels. Osterbruch: Druckpartner Hemmoor. ISBN 3-9808377-2-6

これらの文献は、翻訳元であるドイツ語版の参考文献として挙げられていたものであり、日本語版作成に際し直接参照してはおりません。